# Cedar Township (comté de Cherokee, Iowa)
Cedar Township est un township, du comté de Cherokee en Iowa, aux États-Unis,.

## Source de la traduction
- (en) Cet article est partiellement ou en totalité issu de l’article de Wikipédia en anglais intitulé « Cedar Township, Cherokee County, Iowa » (voir la liste des auteurs).